# يامادا-كن والساحرات السبع
يامادا-كن والساحرات السبع (باليابانية: 山田くんと７人の魔女، بالروماجي: Yamada-kun to 7-nin no Majo) هي سلسلة مانغا يابانية من تأليف ورسم ميكي يوشيكاوا. نشرت من قبل كودانشا في مجلة شونن الأسبوعية، صدرت في 22 فبراير عام 2012 حتى 22فبراير عام 2017. وتكونت من 28 مجلد.  اقتبست إلى أنمي تلفزيوني من قبل استوديو ليدين فيلمز ، عرض الأنمي في 12 أبريل عام 2015 واستمر عرضه 28 يونيو عام 2015، وتكون 12 حلقة.

## القصة
تدور أحداث القصة ريو يامادا، هو طالب جانح في مدرسته الثانوية، لقد مل من الفصول بعد سنة واحدة من الذهاب إلى المدرسة. في يوم من الأيام، سقط بطريق الخطأ من السلالم على طالبة في المدرسة اسمها أورارا شيراشي، استيقظ يامادا ليجد أنه قام بتبادل الأجسام معها.

## الشخصيات

### الشخصيات الرئيسية
ريو يامادا (باليابانية: 山田 竜، بالروماجي: Yamada Ryū)
مؤدي الصوت: ريوتا أوساكا
أورارا شيرايشي (باليابانية: 白石 うらら، بالروماجي: Shiraishi Urara)
مؤدية الصوت: ساوري هايامي

### الشخصيات أخرى
تورانوسكي ميامورا (باليابانية: 宮村 虎之介، بالروماجي:  Miyamura Toranosuke)
مؤدي الصوت: توشيكي ماسودا
'ميابي إيتو (باليابانية: 伊藤 雅، بالروماجي: Itō Miyabi)
مؤدية الصوت: مآيا أوتشيدا
كينتارو تسوباكي (باليابانية: 椿 健太郎، بالروماجي: Tsubaki Kentarō)
مؤدي الصوت: توشيهارو ساساكي
نيني أوداغيري (باليابانية: 小田切 寧々، بالروماجي: Odagiri Nene)
مؤدية الصوت: إيري كيتامورا
ماريا ساروشيما (باليابانية: 猿島 マリア، بالروماجي: Sarushima Maria)
مؤدية الصوت: يوكي تاكاو
نوا تاكيغاوا (باليابانية: 滝川 ノア، بالروماجي: Takigawa Noa)
مؤدية الصوت: آوي يوكي
ميكوتو أسوكا (باليابانية: 飛鳥 美琴، بالروماجي: Asuka Mikoto)
مؤدية الصوت: كانا هانازاوا
ريكا ساينوجي (باليابانية: 西園寺 リカ، بالروماجي: Saionji Rika)
مؤدية الصوت: ماسومي تازاوا

## وصلات خارجية
- موقع الأنمي الرسمي (باليابانية)
- يامادا-كن والساحرات السبع  على كراتشي مانغا
- يامادا-كن والساحرات السبع على موقع ANN manga (الإنجليزية)